# John Magufuli
John Pombe Joseph Magufuli, född 29 oktober 1959 i Chato-distriktet i regionen Geita, död 17 mars 2021 i Dar es Salaam, var en tanzanisk politiker tillhörande CCM, och från 5 november 2015 fram till sin död landets president. Han valdes in i parlamentet 1995, och innehade olika ministerposter 1995–2015.
Han var utbildad lärare och kemist vid universitetet i Dar es Salaam.

## Kontroverser
Vid ett offentligt framträdande i september 2018 uttryckte Magfuli åsikten att människor som använder preventivmedel är för lata för att föda en stor familj. Han uppmanade människor att inte lyssna till dem som ger råd om preventivmedel, och menade att många av dem är utlänningar med onda motiv. Uttalandet har lett till kritik från bland annat Amnesty International.
Magufuli förnekade coronavirusets farlighet; Tanzania deltog inte i WHO:s Covax-program och beställde inte heller på annat sätt covid-19-vaccin.